# 大坪幸代
大坪 幸代（おおつぼ ゆきよ、1972年11月9日 - ）はフリーアナウンサー、スクラップブッキング講師(元新潟総合テレビアナウンサー)。

## 人物
- 富山県新湊市出身。
- 血液型:O型。
- 大東文化大学経済学科卒業。
- 大学卒業後、1995年4月に新潟総合テレビに入社し、同局のアナウンサーとして活動。2003年に結婚を機に同局を退社し、フリーとなる。
- フリーになってからは、スクラップブッキング講師としても活動している。
- 2010年4月より、新潟テレビ21のニュース担当として、月に数回登場している。

## その他の活動
- スクラップブッキング協会認定講師
- アート＆クラフトDUO認定マスター講師

## NST局アナ時代の担当番組
- めざましテレビ(フジテレビ。2代目新潟レポーター。)
- NSTスーパーニュース
- スマイルスタジアムNST

など